# Żebrak (góra)
Żebrak (niem. Lattigkoppe, 701 m n.p.m.) – wzniesienie w Sudetach Środkowych, w północno-środkowej części Gór Sowich.
Wzniesienie położone jest na północ od Przełęczy Trzy Buki, w środkowej części grzbietu, odchodzącego na północny wschód od Słonecznej.
Jest to wzniesienie w formie małego grzbietu rozciągającego się południkowo 15 m wyżej, ponad Kopistą. Wzniesienie o stromych zachodnich i wschodnich zboczach z niewyraźnie zaznaczonym wierzchołkiem i prawie poziomym, południowym i północnym zboczem. Na południowym zboczu, w pobliżu szczytu, na początku Doliny Kamiennej, wypływa główny – środkowy potok Brzęczek.
Góra zbudowana jest z prekambryjskich paragnejsów i migmatytów.
Wzniesienie w całości porośnięte lasem regla dolnego z niewielką domieszką buka.
Wzniesienie położone jest na obszarze Parku Krajobrazowym Gór Sowich.